# Грязовецький район
Гря́зовецький район (рос. Грязовецкий район) — адміністративна одиниця Вологодської області Російської Федерації.
Адміністративний центр — місто Грязовець.

## Історія
Район утворений 14 січня 1929 року у складі Вологодського округу Північного краю на території Грязовецької, Лезької, Семенцевської та Шеп'яковської волостей колишнього Вологодського повіту. До його складу увійшли такі сільради: Баклановська, Бакшинська, Ведерковська, Вохтозька, Герценська, Жилинська, Заємська, Зиковська, Зінов'євська (центр — присілок Кроплево), Зінов'євська (центр — присілок Фроловська), Ізберезька, Колотиловська, Коптевська, Леждомська, Нехотовська, Новоселковська, Обнорська, Огарковська, Октябрська, Орловська, Первомайська, Перцевська, Пироговська, Робоче-Крестьянська, Раменська, Ростиловська, Сеньговська, Сидоровська, Слободська, Степурінська, Шеп'яковська та Шильм'яшевська.
27 лютого 1930 року Шеп'яковська сільрада перейменована в Ком'янську, ліквідовано Колотиловську, Новоселковську, Огарковську, Робоче-Крестьянську, Раменську та Сеньговську сільради. 23 липня того ж року район безпосередньо увійшов до складу Північного краю. 20 червня 1932 року до складу району увійшли Біловська, Брюховська, Заболотська, Ліхтоська, Марковська та Пухітська сільради ліквідованого Вологодського району. 15 березня 1934 року Зінов'євська сільрада з центром у присілку Кроплево перейменована в Шеп'яковську, інша Зінов'євська сільрада з центром у присілку Фроловська перейменована у Грязовецьку. 25 січня 1935 року утворено Лезький район, до складу якого передано Баклановську, Бакшинську, Ведерковську, Вохтозьку, Герценську, Зиковську, Коптевську, Леждомську, Нехотовську, Орловську, Поберезьку та Слободську сільради. 3 лютого 1936 року утворено Нефедовську сільраду. 5 грудня того ж року район увійшов до складу Північної області, а 23 вересня 1937 року — до складу новоутвореної Вологодської області.
Станом на 1 квітня 1941 року до складу району входили такі сільради: Брюховська, Грязовецька, Жилинська, Заболотська, Заємська, Ком'янська, Нефедовська, Новоселковська, Обнорська, Октябрська, Первомайська, Перцевська, Пироговська, Пухітська, Ростиловська, Сидоровська, Степурінська, Шильм'яшевська та Шеп'яковська.
28 жовтня 1959 року до складу району увійшла територія ліквідованого Лезького району — Баклановська, Ведерковська, Вохтозька, Дем'яновська, Зиковська, Коптевська, Леждомська, Лезька, Монзенська, Нехотовська, Робоче-Крестьянська та Сидоровська сільради. 18 червня 1954 року Брюховська сільрада приєднана до складу Пухітської, Сидоровська сільрада — до складу Заємської, Первомайська сільрада — до складу Нефедовської, Пироговська сільрада — до складу Перцевської. 10 грудня 1959 року Леждомська сільрада приєднана до складу Сидоровської.
11 лютого 1960 року селище Вохтога отримало статус селища міського типу, утворено Вохтозьку селищну раду. 29 лютого того ж року Ростиловська сільрада приєднана до складу Заємської, Октябрська сільрада — до складу Нефедовської, Шеп'яковська сільрада — до складу Перцевської, Зиковська сільрада — до складу Грязовецької (центр у присілку Фрол), Коптевська сільрада — до складу Баклановської, Робоче-Крестьянська сільрада — до складу Лезької, Степурінська сільрада — до складу Заболотської. 7 квітня того ж року Нехотовська сільрада приєднана до складу Ведерковської, Вохтозька сільрада — до складу Сидоровської. 28 жовтня 1965 року до складу району передано селище Кариця Верхньотолінської сільради Тотемського району, утворено окрему Карицьку сільраду. 24 лютого 1966 року Жилинська та Шильм'яшевська сільради об'єднані в Покровську, зі складу Лезької сільради виділено Жерноковську (центр у селі Сидорово) та Вохтозьку сільради.
17 серпня 1979 року Монзенська сільрада перейменована в Каменську, Карицька сільрада — у Ідську. 3 жовтня того ж року Заємська сільрада перейменована в Ростиловську, Баклановська сільрада — в Анохінську, Грязовецька сільрада — у Фроловську, Заболотську сільраду — Юровську, Новоселковську сільради — в Грязовецьку, Нефедовську сільраду — в Плосківську, Пухтську сільраду — в Мінькінську.
Станом на 1 січня 1989 року до складу району входили такі сільради: Анохінська, Ведерковська, Вохтозька, Грязовецька, Дем'яновська, Жерноковська, Ідська, Каменська, Ком'янська, Лезька, Мінькінська, Плосківська, Покровська, Ростиловська, Сидоровська, Фроловська та Юровська.
1 січня 2006 року в районі замість сільрад утворено 2 міських та 9 сільських поселень, селища Іда та Кордон у вигляді Ідського сільського поселення передані до складу Бабушкінського району, селища Кариця та Грем'ячий увійшли до складу Толшменського сільського поселення Тотемського району.

## Населення
Населення району становить 32152 особи (2019; 35778 у 2010, 41644 у 2002).

## Адміністративно-територіальний поділ
На території району 2 міських та 5 сільських поселень:
| Поселення                       | Площа, км² | Населення, осіб (2002) | Населення, осіб (2010) | Населення, осіб (2019) | Центр     | Населені пункти |
| ------------------------------- | ---------- | ---------------------- | ---------------------- | ---------------------- | --------- | --------------- |
| Вохтозьке міське поселення      | 488,91     | 9629                   | 8172                   | 6853                   | Вохтога   | 48              |
| Грязовецьке міське поселення    | 31,26      | 16412                  | 15734                  | 15005                  | Грязовець | 3               |
| Ком'янське сільське поселення   | 390,16     | 2215                   | 2005                   | 1717                   | Хорошево  | 86              |
| Перцевське сільське поселення   | 607,29     | 2810                   | 2467                   | 2206                   | Слобода   | 91              |
| Ростиловське сільське поселення | 865,95     | 3151                   | 2516                   | 2165                   | Ростилово | 90              |
| Сидоровське сільське поселення  | 1218,86    | 2500                   | 2020                   | 1638                   | Сидорово  | 78              |
| Юровське сільське поселення     | 709,22     | 3212                   | 2864                   | 2568                   | Юрово     | 89              |

- 9 квітня 2009 року ліквідовано Плосківське сільське поселення, його територія увійшла до складу Ростиловського сільського поселення; ліквідовано Фроловське сільське поселення, його територія увійшла до складу Перцевського сільського поселення; ліквідовано Лезьке сільське поселення, його територія увійшла до складу Сидоровського сільського поселення[4].
- 7 березня 2013 року ліквідовано Каменське сільське поселення, його територія увійшла до складу Вохтозького міського поселення[5].

## Найбільші населені пункти
Нижче подано населені пункти з чисельністю населення понад 1000 осіб:
| № | Населений пункт | Населення, осіб (2002) | Населення, осіб (2010) |
| - | --------------- | ---------------------- | ---------------------- |
| 1 | Грязовець       | 16172                  | 15528                  |
| 2 | Вохтога         | 7247                   | 6375                   |
| 3 | Слобода         | 1209                   | 1159                   |